# 许元泽
许元泽（1941年—），男，原籍浙江海宁，生于上海，中国高分子物理学家，曾任厦门大学教授、博士生导师，中国化学会理事。